# Dukla Banská Bystrica
Dukla Banská Bystrica (Kod UCI: DKB) – słowacka zawodowa grupa kolarska założona w 2004. Od początku istnienia znajduje się w dywizji UCI Continental Teams.

## Nazwa grupy w poszczególnych latach
| lata      | nazwa                 |
| --------- | --------------------- |
| 2004–2006 | Dukla Trenčín         |
| 2007–2011 | Dukla Trenčín-Merida  |
| 2012–2014 | Dukla Trenčín-Trek    |
| 2015      | Kemo Dukla Trenčín    |
| od 2016   | Dukla Banská Bystrica |

## Sezony

### 2023

#### Skład
| Skład drużyny 2023      | Skład drużyny 2023 | Skład drużyny 2023 | Skład drużyny 2023            |
| Imię i nazwisko         | Data urodzenia     | Państwo            | Poprzednia grupa              |
| ----------------------- | ------------------ | ------------------ | ----------------------------- |
| Martin Chren            | 8 maja 1999        | Słowacja           |                               |
| Jakub Galovič           | 30 grudnia 2004    | Słowacja           |                               |
| Denis Hoza              | 12 grudnia 2002    | Słowacja           |                               |
| Dávid Kaško             | 24 kwietnia 1997   | Słowacja           |                               |
| Lukáš Kubiš             | 31 stycznia 2000   | Słowacja           |                               |
| Filip Lohinsky          | 24 stycznia 2002   | Słowacja           |                               |
| Simon Nagy              | 26 lipca 2001      | Słowacja           | Israel Cycling Academy (2022) |
| Pavol Rovder            | 9 kwietnia 2001    | Słowacja           |                               |
| Samuel Tuka             | 22 sierpnia 2003   | Słowacja           |                               |
| Patrik Tybor            | 16 września 1987   | Słowacja           |                               |
|                         |                    |                    |                               |
| Źródło: ProCyclingStats |                    |                    |                               |

#### Zwycięstwa
| Zwycięstwa | Zwycięstwa                                                | Zwycięstwa | Zwycięstwa | Zwycięstwa  | Zwycięstwa |
| Data       | Wyścig                                                    | Państwo    | Kategoria  | Zwycięzca   |            |
| ---------- | --------------------------------------------------------- | ---------- | ---------- | ----------- | ---------- |
| 26 maj     | Grand Prix du Prince Héritier Moulay el Hassan            | Maroko     | 1.2        | Lukáš Kubiš |            |
| 27 maj     | Grand Prix du Trône                                       | Maroko     | 1.2        | Lukáš Kubiš |            |
| 18 cze     | Slovakia National Road Cycling Championships - Men U23 RR | Słowacja   | CN         | Simon Nagy  |            |
| 16 lip     | Gemenc Grand Prix, 2. etap                                | Węgry      | 2.2        | Lukáš Kubiš |            |

### 2022

#### Skład
| Skład drużyny 2022                    | Skład drużyny 2022 | Skład drużyny 2022 | Skład drużyny 2022        |
| Imię i nazwisko                       | Data urodzenia     | Państwo            | Poprzednia grupa          |
| ------------------------------------- | ------------------ | ------------------ | ------------------------- |
| Erik Baška(Przypis)                   | 12 stycznia 1994   | Słowacja           | Bora-Hansgrohe (2021)     |
| Martin Chren                          | 8 maja 1999        | Słowacja           |                           |
| Adam Foltán                           | 7 maja 2000        | Słowacja           | Topforex-Lapierre (2020)  |
| Martin Haring                         | 24 grudnia 1986    | Słowacja           | CK Banská Bystrica (2015) |
| Dávid Kaško (28 lip–31 gru)           | 24 kwietnia 1997   | Słowacja           |                           |
| Lukáš Kubiš                           | 31 stycznia 2000   | Słowacja           |                           |
| Filip Lohinsky                        | 24 stycznia 2002   | Słowacja           |                           |
| Pavol Rovder                          | 9 kwietnia 2001    | Słowacja           |                           |
| Samuel Tuka                           | 22 sierpnia 2003   | Słowacja           |                           |
| Patrik Tybor                          | 16 września 1987   | Słowacja           |                           |
| Lukáš Ungvarský(Przypis)              | 23 stycznia 2003   | Słowacja           |                           |
| Tobias Vančo (1 sty–30 sie)           | 4 grudnia 2002     | Słowacja           |                           |
| Samuel Kováč (1 sie–31 gru, stażysta) | 30 kwietnia 2003   | Słowacja           |                           |
|                                       |                    |                    |                           |
| Źródło: ProCyclingStats               |                    |                    |                           |

Przypis: Erik Baška, koniec kariery
Przypis: Lukáš Ungvarský, koniec kariery

#### Zwycięstwa
| Zwycięstwa | Zwycięstwa                                                 | Zwycięstwa | Zwycięstwa | Zwycięstwa   | Zwycięstwa |
| Data       | Wyścig                                                     | Państwo    | Kategoria  | Zwycięzca    |            |
| ---------- | ---------------------------------------------------------- | ---------- | ---------- | ------------ | ---------- |
| 16 lip     | Slovakia National Road Cycling Championships - Men U23 RR  | Słowacja   | CN         | Lukáš Kubiš  |            |
| 13 sie     | Slovakia National Road Cycling Championships - Men U23 ITT | Słowacja   | CN         | Samuel Kováč |            |